# Säjman
Säjman är en sjö i Storumans kommun i Lappland och ingår i Umeälvens huvudavrinningsområde. Sjön är 9,8 meter djup, har en yta på 9,871 kvadratkilometer och befinner sig 0 meter över havet.